# Inter-Switch Link Protocol
Das Inter-Switch Link Protocol (ISL) ist ein proprietäres Protokoll von Cisco Systems, welches VLAN-Informationen wie Datenströme zwischen Switches und Routern regelt. Das ISL-Protokoll konkurriert mit dem weitverbreiteten, offen spezifizierten IEEE 802.1Q-Protokoll, welches auch von aktuellen Cisco Geräten unterstützt wird.
ISL ist eine von Cisco entwickelte Methode der Datenkapselung für VLANs, sie funktioniert allerdings nur herstellerspezifisch mit Routern, Switches und LAN-Karten von Cisco, bzw. mit Produkten von Lizenznehmern. ISL kapselt den gesamten Layer 2-Datenframe in einem ISL Datenpaket (Header und Trailer). Da der gesamte Frame gekapselt wird, ist eine Kommunikation nur noch zwischen ISL-fähigen Komponenten möglich. Dafür arbeitet die Methode aber mit sehr geringer Latenz und protokollunabhängig, weiter kann sie  beliebige Layer 2-Frames genau so wie auch alle höheren Pakete transportieren. Da die eingekapselten Pakete selbst nicht angetastet werden können auch beliebige Frame-Typen wie Ethernet oder Token Ring transportiert werden. Die Größe eines ISL-Frames liegt zwischen 94 Bytes und kann wegen des Overheads (zusätzliche Header-Felder) durch das Protokoll bis zu 1548 Bytes betragen.
Ein weiteres zugehöriges Cisco-Protokoll, Dynamic Inter-Switch Link Protocol (DISL), vereinfacht das Erzeugen einer ISL-Verbindung zwischen zwei verbundenen Fast-Ethernet-Geräten, da nur ein Endpunkt konfiguriert werden muss. Fast-Etherchannel-Technik ermöglicht die Zusammenfassung von zwei Full-Duplex-Fast-Ethernet-Leitungen für breitbandige Backbone-Verbindungen.
Das ISL-Protokoll soll laut Cisco bei Neu-Installationen möglichst nicht mehr eingesetzt werden und auch längerfristig durch das weitverbreitete, nicht-proprietäre IEEE 802.1Q-Protokoll ersetzt werden.